# Julius Seyler
Julius Seyler (ur. 4 maja 1873 w Monachium – zm. 22 listopada 1955 tamże) – niemiecki malarz oraz lekkoatleta (łyżwiarz szybki), dwukrotny mistrz Europy.

## Kariera
Pierwszy sukces w karierze Julius Seyler osiągnął w 1896 roku, kiedy zwyciężył podczas mistrzostw Europy w Hamburgu. Zwyciężył tam we wszystkich biegach, wyprzedzając bezpośrednio Wilhelma Henie z Norwegii. Wynik ten powtórzył na rozgrywanych rok później mistrzostwach Europy w Amsterdamie. Ponownie wygrywał na wszystkich dystansach, tym razem w walce o złoto pokonał Gustafa Estlandera z Finlandii, który czterokrotnie był drugi. Czterokrotnie startował na mistrzostwach świata, najlepszy wynik osiągając podczas mistrzostw świata w Davos w 1898 roku, gdzie był drugi. Nie otrzymał medalu, bowiem zgodnie z ówczesnymi zasadami medal przyznawano tylko zwycięzcy. Seyler był tam kolejno pierwszy na 500 m, trzeci na 5000 m oraz drugi na dystansach 1500 i 10 000 m.
Ustanowił cztery rekordy świata.